# Duitse Mexicanen
Duitse Mexicanen (Spaans: Mexicanos alemanes, Duits: Deutschmexikaner) zijn inwoners van Mexico van Duitse afkomst of met Duitse voorouders.
De eerste grootschalige migratie van Duitsers naar Mexico vond plaats in het begin van de 19e eeuw, toen onder Friedrich Ernst zich Duitse migranten in het (toen nog Mexicaanse) Texas vestigden. Na de onafhankelijkheid van Texas en haar annexatie door de Verenigde Staten verlieten de meesten van hen Texas om in Mexico te gaan wonen. Ten tijde van het Tweede Mexicaanse Keizerrijk vond er op aansporing van keizer Maximiliaan van Mexico enige migratie plaats naar Yucatán en Tamaulipas en in 1890 tekenden Porfirio Díaz en Otto von Bismarck een verdrag waarbij Duitsers werden uitgenodigd zich in de Soconusco in het uiterste zuiden van Mexico te vestigen, waar zij zich richtten op de export van koffie. In de jaren '20 migreerden op uitnodiging van de Mexicaanse regering 25.000 Canadese mennonieten naar Mexico.

## Bekende Duitse Mexicanen
- Adolfo Aguilar Zínser (1949-2005), politicus
- Pita Amor (1918-2000), dichteres
- Hermann Bellinghausen (1953- ), medicus en schrijver
- Agustín Carstens (1958- ), econoom en politicus
- Max Cetto (1903-1980), architect
- Federico Döring, politicus
- Eugenio Elorduy Walther (1940- ), politicus
- Mathias Goeritz (1915-1990), beeldhouwer en architect
- Carlos Hank González (1927-2001), politicus
- Jorge Hank Rhon (1956- ), politicus
- Hubertus von Hohenlohe, skiër
- Frida Kahlo (1907-1954), kunstschilderes
- Georgina Kessel, econome en politica
- Francisco Labastida (1942- ), politicus
- Teoberto Maler (1842-1917), archeoloog
- Linda Ronstadt (1946- ), zangeres
- Jesús Silva Herzog Flores (1935- ), econoom
- Jesús Silva Herzog Márquez (1892-1985), econoom en politicus
- Rodolfo Stavenhagen (1932- ), socioloog